# Trois-Rivières, Guadeloupe
Trois-Rivières är en kommun i det franska utomeuropeiska departementet Guadeloupe i Västindien. År 2022 hade kommunen 7 519 invånare.